# 津軽石村
津軽石村（つがるいしむら）は、昭和30年（1955年）まで岩手県下閉伊郡にあった村。現在の宮古市津軽石・赤前にあたる。

## 沿革
- 明治22年（1889年）4月1日 - 町村制施行にともない、津軽石村と赤前村が合併して新制の東閉伊郡津軽石村が発足。
- 1897年（明治30年）4月1日 - 郡の統合により北閉伊郡・中閉伊郡・東閉伊郡が合併して下閉伊郡が発足[1]。下閉伊郡津軽石村となる。
- 昭和30年（1955年）4月1日 - 重茂村・崎山村・花輪村と共に宮古市に編入される。

## 行政
- 歴代村長

| 代 | 氏名       | 就任                       | 退任                       | 備考 |
| -- | ---------- | -------------------------- | -------------------------- | ---- |
|    | 桂新兵衛   | 明治29年（1896年）5月13日  | 明治32年（1899年）9月7日   |      |
|    | 三田景敏   | 明治33年（1900年）1月24日  | 明治33年（1900年）10月21日 |      |
|    | 平沢千次郎 | 明治33年（1900年）10月22日 | 大正2年（1913年）6月14日   |      |
|    | 舘下千代蔵 | 大正2年（1913年）7月7日    | 大正5年（1916年）4月7日    |      |
|    | 大槌若三郎 | 大正5年（1916年）7月19日   | 大正7年（1918年）9月3日    |      |
|    | 杉岡民之助 | 大正7年（1918年）11月28日  | 大正10年（1921年）10月13日 |      |
|    | 根子全一   | 大正10年（1921年）11月25日 | 大正13年（1924年）12月     |      |
|    | 大槌若三郎 | 大正14年（1925年）6月17日  | 昭和10年（1935年）8月1日   | 再任 |
|    | 盛合光蔵   | 昭和11年（1936年）6月19日  | 昭和20年（1945年）7月30日  |      |
|    | 中嶋虎次郎 | 昭和20年（1945年）10月18日 | 昭和22年（1947年）2月16日  |      |
|    | 中嶋覚之助 | 昭和22年（1947年）4月5日   | 昭和30年（1955年）3月31日  |      |

## 交通

### 鉄道
- 国鉄山田線：津軽石駅